# Poranterina
La poranterina es un alcaloide piridinilquinolizínico aislado de las hojas del arbusto Poranthera corymbosa (Euphorbiaceae); [α]D = +29  (c, 0.35 en cloroformo)

## Síntesis
Corey y colaboradores propusieron la síntesis de la poranterina de acuerdo al siguiente esquema retrosintético: